# Fins voetballer van het jaar
De uitverkiezing van de Fins voetballer van het jaar wordt jaarlijks door twee verschillende partijen georganiseerd. De sportjournalisten kiezen de speler van het jaar sinds 1947 en de Finse voetbalbond sinds 1953.

## Fins voetballer van het jaar

### Mannen
| 1947 | Leo Turunen            | —                      |
| 1948 | Thure Sarnola          | —                      |
| 1949 | Aulis Rytkönen         | —                      |
| 1950 | Aulis Rytkönen         | —                      |
| 1951 | Kalevi Lehtovirta      | —                      |
| 1952 | Aulis Rytkönen         | —                      |
| 1953 | Mauno Rintanen         | Mauno Rintanen         |
| 1954 | Matti Hiltunen         | Pekka Kupiainen        |
| 1955 | Matti Jokinen          | Matti Jokinen          |
| 1956 | Lauri Lehtinen         | Lauri Lehtinen         |
| 1957 | Alpo Lintamo           | Alpo Lintamo           |
| 1958 | Kai Pahlman            | Kai Pahlman            |
| 1959 | Unto Nevalainen        | Unto Nevalainen        |
| 1960 | Juhani Peltonen        | Juhani Peltonen        |
| 1961 | Olli Heinonen          | Olli Heinonen          |
| 1962 | Juhani Peltonen        | Juhani Peltonen        |
| 1963 | Olli Heinonen          | Olli Heinonen          |
| 1964 | Juhani Peltonen        | Juhani Peltonen        |
| 1965 | Juhani Peltonen        | Lars Näsman            |
| 1966 | Matti Mäkelä           | Pertti Mäkipää         |
| 1967 | Lars Näsman            | Timo Kautonen          |
| 1968 | Timo Nummelin          | Jouni Jalonen          |
| 1969 | Seppo Kilponen         | Tommy Lindholm         |
| 1970 | Timo Kautonen          | Timo Kautonen          |
| 1971 | Arto Tolsa             | Arto Tolsa             |
| 1972 | Miikka Toivola         | Miikka Toivola         |
| 1973 | Jouko Suomalainen      | Jouko Suomalainen      |
| 1974 | Arto Tolsa             | Arto Tolsa             |
| 1975 | Göran Enckelman        | Göran Enckelman        |
| 1976 | Aki Heiskanen          | Ari Mäkynen            |
| 1977 | Arto Tolsa             | Arto Tolsa             |
| 1978 | Atik Ismail            | Miikka Toivola         |
| 1979 | Seppo Pyykkö           | Seppo Pyykkö           |
| 1980 | Aki Lahtinen           | Aki Lahtinen           |
| 1981 | Juha Dahllund          | Aki Lahtinen           |
| 1982 | Pasi Rautiainen        | Olli Huttunen          |
| 1983 | Kari Ukkonen           | Kari Ukkonen           |
| 1984 | Olli Huttunen          | Olli Huttunen          |
| 1985 | Ismo Lius              | Jukka Ikäläinen        |
| 1986 | Esa Pekonen            | Petri Tiainen          |
| 1987 | Ari Hjelm              | Ari Hjelm              |
| 1988 | Mika-Matti Paatelainen | Mika-Matti Paatelainen |
| 1989 | Ari Heikkinen          | Jari Europaeus         |
| 1990 | Jari Litmanen          | Jari Litmanen          |
| 1991 | Marko Myyry            | Marko Myyry            |
| 1992 | Jari Litmanen          | Jari Litmanen          |
| 1993 | Jari Litmanen          | Jari Litmanen          |
| 1994 | Jari Litmanen          | Jari Litmanen          |
| 1995 | Jari Litmanen          | Jari Litmanen          |
| 1996 | Jari Litmanen          | Jari Litmanen          |
| 1997 | Jari Litmanen          | Jari Litmanen          |
| 1998 | Jari Litmanen          | Jari Litmanen          |
| 1999 | Sami Hyypiä            | Sami Hyypiä            |
| 2000 | Sami Hyypiä            | Jari Litmanen          |
| 2001 | Sami Hyypiä            | Sami Hyypiä            |
| 2002 | Sami Hyypiä            | Sami Hyypiä            |
| 2003 | Sami Hyypiä            | Sami Hyypiä            |
| 2004 | Antti Niemi            | Antti Niemi            |
| 2005 | Sami Hyypiä            | Sami Hyypiä            |
| 2006 | Sami Hyypiä            | Sami Hyypiä            |
| 2007 | Jussi Jääskeläinen     | Jussi Jääskeläinen     |
| 2008 | Petri Pasanen          | Sami Hyypiä            |
| 2009 | Sami Hyypiä            | Sami Hyypiä            |
| 2010 | Sami Hyypiä            | Sami Hyypiä            |
| 2011 | Roman Jerjomenko       | Roman Jerjomenko       |
| 2012 | Niklas Moisander       | Niklas Moisander       |
| 2013 | Niklas Moisander       | Niklas Moisander       |
| 2014 | Roman Jerjomenko       | Roman Jerjomenko       |
| 2015 | Roman Jerjomenko       | Tim Sparv              |
| 2016 | Lukáš Hrádecký         | Lukáš Hrádecký         |
| 2017 | Lukáš Hrádecký         | Lukáš Hrádecký         |
| 2018 | Lukáš Hrádecký         | Lukáš Hrádecký         |
| 2019 | Teemu Pukki            | Teemu Pukki            |
| 2020 | Lukáš Hrádecký         | Teemu Pukki            |
| 2021 | Lukáš Hrádecký         | Lukáš Hrádecký         |
| 2022 | Natalia Kuikka         | Glen Kamara            |
| 2023 | Lukáš Hrádecký         | Lukáš Hrádecký         |
| 2024 | Lukáš Hrádecký         | Lukáš Hrádecký         |

### Vrouwen
| 1976 | Merja Sjöman                                  |
| 1977 | Soile Malm                                    |
| 1978 | Åsa Wennström                                 |
| 1979 | Kirsi Koskela                                 |
| 1980 | Merja Sjöman                                  |
| 1981 | Tarja Konttila                                |
| 1982 | Anna-Maria Lehtonen                           |
| 1983 | Hanna-Mari Sarlin                             |
| 1984 | Tuula Sundman (later Tuula Okkola)            |
| 1985 | Marianne Sulen                                |
| 1986 | Hanna-Mari Sarlin                             |
| 1987 | Anu Toikka                                    |
| 1988 | Tiina Lehtola                                 |
| 1989 | Soile Ojala                                   |
| 1990 | Marja Aaltonen                                |
| 1991 | Susanna Kuosmanen                             |
| 1992 | Pauliina Auveri                               |
| 1993 | Anne Mäkinen                                  |
| 1994 | Johanna Lindell                               |
| 1995 | Marianne Lindholm                             |
| 1996 | Hanna Ekström                                 |
| 1997 | Kaisa Mustonen                                |
| 1998 | Hanna Ekström                                 |
| 1999 | Laura Kalmari (later Laura Österberg Kalmari) |
| 2000 | Sani Ylitalo                                  |
| 2001 | Sanna Valkonen                                |
| 2002 | Sanna Valkonen                                |
| 2003 | Laura Kalmari (later Laura Österberg Kalmari) |
| 2004 | Anne Mäkinen                                  |
| 2005 | Satu Kunnas                                   |
| 2006 | Laura Kalmari (later Laura Österberg Kalmari) |
| 2007 | Tiina Salmén                                  |
| 2008 | Linda Sällström                               |
| 2009 | Laura Kalmari (later Laura Österberg Kalmari) |
| 2010 | Laura Kalmari (later Laura Österberg Kalmari) |
| 2011 | Linda Sällström                               |
| 2012 | Maija Saari                                   |
| 2013 | Tinja-Riikka Korpela                          |
| 2014 | Tinja-Riikka Korpela                          |
| 2015 | Tinja-Riikka Korpela                          |
| 2016 | Tinja-Riikka Korpela                          |
| 2017 | Natalia Kuikka                                |
| 2018 | Anna Westerlund                               |
| 2019 | Linda Sällström                               |
| 2020 | Linda Sällström                               |
| 2021 | Linda Sällström                               |
| 2022 | Linda Sällström                               |
| 2023 | Linda Sällström                               |
| 2024 | Jutta Rantala                                 |